# Chorodna ochreimacula
Chorodna ochreimacula är en fjärilsart som beskrevs av Louis Beethoven Prout 1914. Chorodna ochreimacula ingår i släktet Chorodna och familjen mätare. Inga underarter finns listade i Catalogue of Life.